# Hailey Langland
Pour les articles homonymes, voir Langland.
Hailey Langland, née le 2 août 2000 à  Irvine (États-Unis), est une snowboardeuse américaine.

## Biographie
Hailey Langland naît à Irvine, mais grandit à San Clemente avec son frère Seth, son chien Denver et ses parents.
Elle commence le snowboard à l'âge de cinq ans. Son père l'emmène à une station Big Bear, et elle est sponsorisée par la marque Burton à l'âge de six ans.
Le jour de la compétition, elle a l'habitude de remettre les chaussettes qu'elle portait pendant son meilleur entraînement. Elle s'entraîne avec Chloe Kim, qui a quatre mois de plus qu'elle.

## Carrière

### Saison 2015-2016
Elle remporte la médaille de bronze en slopestyle au Winter X Games XX.
Aux Jeux olympiques de la jeunesse 2016, elle arrive 8e en slopestyle et 9e au halfpipe.

### Saison 2016-2017
Elle remporte la médaille d'or en Big Air lors des Winter X Games de 2017, dont elle est la plus jeune participante, avec une série de performances dans les dernières minutes. Elle y replaque un double cork, devenant la première femme à réussir la figure dans l'histoire des X-Games. 
Elle termine le Ticket To Ride (TTR) World Snowboard Tour 2016-2017 en deuxième position au big air et au cinquième rang du slopestyle.

### Jeux olympiques de Pyeongchang
Elle est sélectionnée pour participer aux jeux olympiques d'hiver de 2018 à Pyeongchang.

## Palmarès

### Coupe du monde
- 5 podiums en slopestyle et big air.